# Fernandes Pinheiro
Fernandes Pinheiro ist ein brasilianisches Munizip im Süden des Bundesstaats Paraná. Es hat 6.255 Einwohner (2022), die sich Fernandespinheirenser nennen. Seine Fläche beträgt 407 km². Es liegt 824 Meter über dem Meeresspiegel.

## Etymologie
Der Name geht auf den Namen des Bahnhofs zurück. Er wurde 1900 zu Ehren eines der Direktoren der Eisenbahngesellschaft São Paulo – Rio Grande do Sul vergeben. Der Ingenieur Antonio Augusto Fernandes Pinheiro war zwei Jahre zuvor verstorben. Der erste Name des Orts war Imbituvinha.

## Geschichte

### Besiedlung
Fernandes Pinheiro war ein Rastplatz für Tropeiros (Vieh- und Lasttiertreiber, meist Maultiere), die aus dem Süden kamen. Die Siedlung wurde 1899 zum Polizeibezirk der Gemeinde Santo Antonio de Imbituva erhoben. 1907 wurde sie Teil der Gemeinde Irati.
Während des Baus der Eisenbahnlinie wurde das Dorf Teil des Munizips Imbituva, mit dem es durch eine Straße verbunden war. Im Jahr 1917 wurde es Teil von Teixeira Soares, dem Jahr, in dem es sich von Entre Rios emanzipierte. Damals war der Bahnhof Fernandes Pinheiro ein wichtiges Handels- und Gewerbezentrum auf der Strecke zwischen Curitiba und Imbituva, Prudentópolis sowie Guarapuava.

### Erhebung zum Munizip
Fernandes Pinheiro wurde durch das Staatsgesetz Nr. 11.266 vom 21. November 1995 aus Teixeira Soares ausgegliedert und in den Rang eines Munizips erhoben. Es wurde am 1. Januar 1997 als Munizip installiert.

## Geografie

### Fläche und Lage
Fernandes Pinheiro liegt auf dem Segundo Planalto Paranaense (der Zweiten oder Ponta-Grossa-Hochebene von Paraná). Seine Fläche beträgt 407 km². Es liegt auf einer Höhe von 824 Metern.

### Vegetation
Das Biom von Fernandes Pinheiro ist Mata Atlântica.

### Klima
Das Klima ist gemäßigt warm. Es werden hohe Niederschlagsmengen verzeichnet (1529 mm pro Jahr). Im Jahresdurchschnitt liegt die Temperatur bei 18,2 °C. Die Klimaklassifikation nach Köppen und Geiger lautet Cfb.

### Gewässer
Fernandes Pinheiro liegt im Einzugsgebiet des Rio Tibaji. Der Rio das Antas bildet die westliche Grenze des Munizips. Der Rio Imbituva markiert die östliche Grenze.

### Straßen
Fernandes Pinheiro liegt an der BR-277 zwischen Guarapuava im Westen und Campo Largo im Osten.

### Eisenbahn
Fernandes Pinheiro wird von der Eisenbahnlinie von Guarapuava nach Ponta Grossa durchquert. Der erste Bahnhof wurde 1900 eröffnet. Der Personenverkehr wurde 1983 eingestellt. Die Linie wird nur noch für den Transport von Kiefernholz, Getreide und Treibstoff betrieben. Sie hat in Guarapuava Anschluss an die Strecke der Estrada de Ferro Paraná Oeste nach Cascavel. Das Bahnhofsgebäude wird heute als Schulhaus genutzt.

### Nachbarmunizipien
|                    | Imbituva                                    | Teixeira Soares     |
|                    | Kompassrose, die auf Nachbargemeinden zeigt |                     |
| Irati und Rebouças |                                             | São João do Triunfo |

## Stadtverwaltung
Bürgermeisterin: Cleonice Aparecida Kufener Schuck, PSD (2021–2024)
Vizebürgermeister: Fabio Jacomel, DEM (2021–2024)

## Demografie

### Bevölkerungsentwicklung
| Jahr | Einwohner | Stadt | Land |
| ---- | --------- | ----- | ---- |
| 2000 | 6.368     | 31 %  | 69 % |
| 2010 | 5.932     | 35 %  | 65 % |
| 2022 | 6.255     |       |      |

Quelle: IBGE, bis 2010: Volkszählungen und Volkszählung 2022

### Ethnische Zusammensetzung
| Gruppe * | 2000    | 2010    | wer sich als …                                                                   |
| --- | ------- | ------- | -------------------------------------------------------------------------------- |
| Weiße | 70,4 %  | 65,2 %  | weiß bezeichnet                                                                  |
| Schwarze | 1,3 %   | 1,4 %   | schwarz bezeichnet                                                               |
| Gelbe | 0,2 %   | 0,4 %   | von fernöstlicher Herkunft wie japanisch, chinesisch, koreanisch etc. bezeichnet |
| Braune | 27,3 %  | 32,9 %  | braun oder als Mischung aus mehreren Gruppen bezeichnet                          |
| Indigene | 0,5 %   | 0,1 %   | Ureinwohner oder Indio bezeichnet                                                |
| ohne Angabe | 0,4 %   | 0,0 %   |                                                                                  |
| Gesamt | 100,0 % | 100,0 % |                                                                                  |
| *) Das IBGE verwendet für Volkszählungen ausschließlich diese fünf Gruppen. Es verzichtet bewusst auf Erläuterungen. Die Zugehörigkeit wird vom Einwohner selbst festgelegt. |         |         |                                                                                  |

Quelle: IBGE (Stand: 1991, 2000 und 2010)